# Lucas Jade Zumann
Lucas Jade Zumann, né le 12 décembre 2000 à Chicago, est un acteur américain. Il est surtout connu pour son interprétation de Gilbert Blythe dans la série télévisée canadienne Anne with an E créée d'après le roman Anne... la maison aux pignons verts de Lucy Maud Montgomery.

## Biographie
Il naît dans le quartier de Rogers Park à Chicago aux États-Unis. Il est le plus âgé de quatre frères. Il fréquente actuellement la Hebrew school (en).

## Carrière

### 2015-2016: Ses débuts avec des petits rôles
Il a commencé sa carrière d'acteur en tant que rôle mineur dans la série télévisée Sense8 en 2015, où il joue un punk. Il obtient le rôle de Milo dans le film d'horreur Sinister 2 de Ciaran Foy, la même année.
En 2016, il joue dans un épisode de la série télévisée Chicago Fire.

### Depuis 2016: Révélation télévisuelle et percée au cinéma
En 2015, il passe le casting pour interpréter le rôle de Jamie Fields dans le film réalisé par Mike Mills, 20th Century Women. Le film est présenté en avant première au Festival du film de New York, le 8 octobre 2016. Le film remporte de nombreuses récompenses.
En novembre 2016, il est annoncé qu'il interprétera le rôle de Gilbert Blythe dans la série télévisée Anne, créée d'après le roman Anne... la maison aux pignons verts de Lucy Maud Montgomery. La série est diffusée depuis le 19 mars 2017 sur le réseau CBC et dans le reste du monde sur Netflix.
En juillet 2017, il rejoint le casting du film Every Day. Il interprète l'un des rôles principaux, celui de Nathan Daldry. Le film sort en salle le 23 février 2018.
En mai 2018, il est annoncé au casting du film Dr. Bird’s Advice for Sad Poets. En juin de la même année, il rejoint également le casting du film To The Stars.

## Filmographie

### Cinéma

#### Longs métrages
- 2015 : Sinister 2 de Ciaran Foy : Milo Jacobs
- 2016 : Thrill Ride de Chris Parrish : Henry Perry
- 2016 : 20th Century Women de Mike Mills : Jamie Fields
- 2018 : Every Day de Michael Sucsy : Nathan Daldry
- 2019 : To the Stars (film) (en) de Martha Stephens : Jeff Owings

- 2021 : Dr. Bird’s Advice for Sad Poets de Yaniv Raz : James Withman
- 2025: No Adress: Movie de Julia Verdin : Jimmy

### Télévision

#### Séries télévisées
- 2015 : Sense8 : un punk (saison 1, épisode 9)
- 2016 : Chicago Fire : Lucas Hicks (saison 4, épisodes 11 et 12)
- 2017 - 2019 : Anne with an E : Gilbert Blythe (en) (27 épisodes)